# Gahunga
Gahunga är ett vattendrag i Burundi.   Det ligger i provinsen Ngozi, i den norra delen av landet, 100 kilometer nordost om huvudstaden Bujumbura.
Omgivningarna runt Gahunga är en mosaik av jordbruksmark och naturlig växtlighet. Runt Gahunga är det tätbefolkat, med 459 invånare per kvadratkilometer.